# Petit fou fou
Petit fou fou è un singolo dei rapper italiani Rhove e Anna, pubblicato il 15 dicembre 2023 come terzo estratto dal primo album in studio di Rhove Popolari.

## Descrizione
Concepito per le discoteche e per far ballare, si tratta di un brano uptempo contraddistinto dall'uso della cassa dritta. Esso è stato scritto dai due rapper insieme a Madfingerz e Adam11, che ne sono anche i produttori.
Musicalmente il brano è composto con un tempo allegro di 130 battiti per minuto e in tonalità di Do maggiore.

## Video musicale
Il video è stato reso disponibile in concomitanza con il lancio del singolo attraverso il canale YouTube di Rhove.

## Tracce
Testi di Anna Pepe, Samuel Roveda, musiche di Emilio Barberini, Davide Maddalena.
1. Petit fou fou – 1:53

## Classifiche

### Classifiche settimanali
| Classifica (2024) | Posizione massima |
| ----------------- | ----------------- |
| Italia            | 6                 |

### Classifiche di fine anno
| Classifica (2024) | Posizione |
| ----------------- | --------- |
| Italia            | 47        |